# 복사 (기독교)

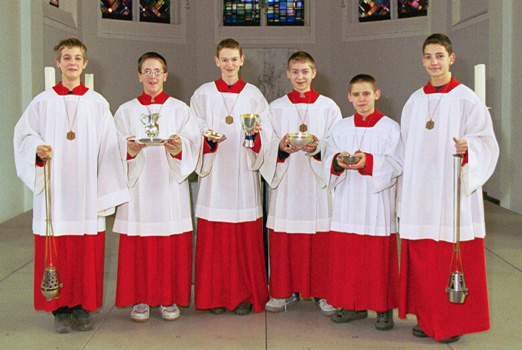

복사(服事, Altar server)는 천주교와 성공회의 성당에서 사제의 전례 집전을 보조하는 평신도를 말한다. 복사는 전례를 집전하는 중에 식을 집행하는 사제의 곁에 위치하여, 물건을 나르거나, 성찬전례를 집전할 때에 교구장인 주교의 보혈조력 허가를 받아 신자들이 영성체를 할 때에 예수의 보혈인, 사제가 축성한 포도주를 드는 보혈 조력을 한다든지, 종을 울리거나 하는 행위를 한다. 보통 복사가 되기 위해서 특정한 정식 교육을 받거나, 복사 자체가 종교적 위치에 해당하거나 하는 일은 없으나, 경우에 따라서는 복사를 하려는 자에 대해 그 신심과 행동거지 등을 검증받아야 하는 경우도 있다.

## 가톨릭 전례에서의 복사
로마 가톨릭교회에서 복사는 주요 예식이 거행될 때, 사제의 곁에서 의식을 돕는다. 복사가 하는 일은 원래 천주교의 품위 중에 시종직(侍從職, acolythus)을 받은 자만이 담당하도록 되어 있었으나, 이 규칙이 폐지된 이후는 평신도가 복사의 역할을 맡게 되었다. 대략 9세기 경부터, 시종직의 일을 복사가 대행하였던 것으로 확인된다.
 예식 중에 복사는 검은색 수단(성공회에선 캐석이라고 부름) 위에 중백의(中白衣, Surplice)를 입게 되어 있다.
한국 로마 가톨릭교회의 초기 역사에서는 복사의 역할이 미사 보조 이외에 여러 역할을 하였던 것으로 알려진다.

## 성공회에서의 복사
성공회에서 복사는 감사성찬례, 세례 등의 전례 또는 예전(Liturgy)즉, 예배의 순서, 예식, 의식과 성사를 사제가 집전을 하는 시간에 사제를 돕는 역할을 하는데, 여성도 참여할 수 있다. 예복은 검은색 캐석 위에 중백의를 입는다.
복사는 기본적으로 이렇게 나뉘어 있다.
십자복사 (영어로 crucifer는 입당예식과 순행 때 사용되는 십자가를 들고 성찬례 도중 (사제가 성만찬의 제정사, 감사, 기억, 성령청원을 하는 기도인 성찬의 기도, 거룩하시다)에 종을 침)
유향 / 향합복사 (영어로 thurifer는 미사(현재는 감사성찬례) 도중에 쓰이는, 동방박사가 아기 예수에게 선물한 예물중 하나인 유향을 담당함)
촛대복사 (세상의 빛이신 그리스도를 상징하는 초를 받드는 촛대를 들고 순행, 복음 낭독, 성체모심, 성찬기도 때 촛대를 들고 십자가를 호위함)
예복
성공회 복사의 예복은 기본적으론 검은색 캐석위에 중백의나 소백의를 입는 것으로 되어있다. 하지만, 각 교회에 따라서 개두포를 입고 그 위에 장백의를 입고 밪줄을 허리에 두르거나, 타 색갈의 캐석을 입고 그 위에 소백의를 입는 등의 옷을 착용 한다.
대주교가 집전하게 되는 대미사때는 십자 복사가 부제의 예복 (검은색 캐석위에 개두포를 입고, 장백의 위에 띠를 두른 후, [부제의 경우는 영대를 왼쪽 어깨에서부터 두르고], 달마틱 [부제의 제의])을 입을 수 있다. (이는 보통 대성당에서만 사용된다)